# Municipalità locale di Ingquza Hill
La municipalità locale di Ingquza Hill  (o Ngquza Hill; in inglese Ngquza Hill Local Municipality) è una municipalità locale del Sudafrica situata nella Provincia del Capo Orientale e, in particolare, nella municipalità distrettuale di O. R. Tambo. Secondo il censimento del 2001, conta una popolazione di 254.483 abitanti.
La sede amministrativa e legislativa è la città di Flagstaff e il suo territorio si estende su una superficie di 2.476 km² ed è suddiviso in 27 circoscrizioni elettorali (wards). Il suo codice di distretto è EC153.
Questa municipalità locale è anche chiamata Qaukeni

## Geografia fisica

### Confini
La municipalità locale di Ingquza Hill confina a nord  e a ovest con quella di Ntabankulu, a nord con quella di Mbizana, a est con l'Oceano Indiano, a sud con quella di Port St Johns e a ovest Nyandeni.

### Città e comuni
- Amakwalo
- Amanci
- Amantlane
- Awahlwazi
- Bala
- Emtweni
- Flagstaff
- Gunyeni
- Holy Cross
- Lusikisiki
- Lwandlolubomvu
- Mbotyi
- Ndimakude
- Mkambati
- Mtshayelo
- Mxobo
- Palmerton
- Port Grosvenor
- Sipaqeni
- Taweni
- Umtentu
- Xopozo

### Fiumi
- Mateku
- Mbotyi
- Mkambati
- Mkata
- Mkozi
- Msikaba
- Mtentu
- Mzintlava
- Mzintshana
- Tina

### Dighe
- Magwa Dam
- Mhlanga Dam